# سالواتوره کابلا
سالواتوره کابلا (ایتالیایی: Salvatore Cabella؛ ۲۱ اکتبر ۱۸۹۶ – ۱۱ مهٔ ۱۹۶۵) بازیکن واترپلو اهل ایتالیا بود. وی در بازی‌های المپیک تابستانی ۱۹۲۰ شرکت کرده‌است.